# Planina Wutai
Planina Wutai (kineski: 五台山, pinyin: Wǔtái Shān, što znači "Planina pet ploča"), poznata i kao Qingliang Shan, je planina u kineskoj središnjoj pokrajini Shanxi. Ime je dobila po svojih pet neobičnih plošnih vrhova (Sjeverni, Južni, Istočni, Zapadni i Središnji) od kojih je Sjeverni (Beitai Ding ili Yedou Feng), s 3.058 metara visine, najviši vrh sjeverne Kine.
Planina Wutai, jedna od svetih planina Kine, je dom mnogim najsvetijim budističkim hramovima (njih 68) i samostanima (53) u Kini, zbog čega je njezinih 185,415 km² upisano na UNESCO-ov popis mjesta svjetske baštine u Aziji, 2009. godine jer je „njezina morfologija strmoglavih padina s pet otvorenih vrhova bez drveća jedinstvena”, a budističke građevine na planini „katalog načina na koji se budistička arhitektura razvila i 1000 godina utjecala na kinesku carsku arhitekturu”.

## Povijest
Prema predaji (zapisanoj u spisu 45. iz 418. godine), Wutai je jedna od četiri planine na kojima je "probuđenjem" (道場, dàocháng) nastao jedan od slavnih bodisatvi, točnije - bodisatva mudrosti, Manjusri ili Wénshū (文殊) na kineskom.
Planina Wutai je također prva od svetih planina Kine koja je dobila to priznanje kao prva od "četiri svete budističke planine". Prepoznata je u djelu Avatamsaka Sutra (sanskrt:  महावैपुल्यबुद्धावतंसकसूत्र; kin.: 華嚴經, Húayán jīng), djelu mahajana budizma u kojemu se opisuju životi mnogih bodisatvi. Tu se spominje kako je Manjusri na "planini bistrih oblaka" ( 清涼山, Qīngliáng Shān), na sjeveroistoku, uzimao oblik običnih hodočasnika, monaha, ili čak neobičnih petobojnih oblaka. 
Prema zapisima Zhenchenga, budističkog meštra za dinastije Ming, prvi hram na plenini Wutai je izgrađen 68. godine po naredbi cara dinastije Han. U to vrijeme su ovu planinu posjećivali hodočasnici iz Indije koji su držali kako ona topografijom podsjeća na Lešinarski vrh (Rajgir, Indija) gdje je Buda propovijedao lotusovu sutru.
Tijekom razdoblja sjevernih i južnih dinastija, na planini Wutai je pod pokroviteljstvom careva nastalo više od 200 hramova i samostana. Tijekom dinastija Sui i Tang, hramovi i samostani planine Wutai su doživjeli vrhunac i planina je postala središte Han budizma. broj hramova je narastao na 360, a privlačili su hodočasnike iz Indije, Nepala, Šri Lanke, Burme, Vijetnama, Koreje i Japana, koji su proširili učenje Manjusrija cijelom jugoistočnom Azijom.
Tijekom dinastija Song i Yuan, broj hramova je pao na oko 70, ali su izgrađene nove građevine i planinom se proširio tibetanski budizam koji od tada usporedo razvija s Han budizmom.
Za dinastije Ming mnogi hramovi su obnovljeni i broj im se povećao na 104, a izgrađen je i slavni Sukhavati samostan i njegova Velika bijela pagoda. Za dinastije Qing, mnogi carevi su hodočastili planinu Wutai kako bi ojačali veze sa susjednim Mongolima i ojačali svoje granice. U to vrijeme je na planini koegzistiralo 25 tibetanskih lamasarija i 97 Han zajednica.
Koncem dinastije Qing, samostani na planini Wutai su počeli propadati, ali ih je većinom obnovila vlada Republike Kine od 1949. godine do 1990-ih, pri čemu se jako povećala populacija na planini, a stradale su njezine šume. Od 1990-ih Vlada je započela program zaštite prirodnog okoliša i pošumljavanja borova. Posljednjih godina Vlada je dala premjestiti (prognati) veliki broj stanovnika iz grada Tahuaija u 16 km udaljen novoizgrađeni Jingangu. Kada projekt bude gotov, još oko 395 obitelji iz šest sela, ali i gradova Dongzhuang i Guizicun, će biti preseljeno, a izgradit će se 36 hotela i 108 trgovina.

## Odlike
Vrhovi planine Wutai su većim tijekom godine prekriveni snijegom, dok je ispod njih guste šume borova, crnogorice, topola i vrba, iznad bogatih livada. Ljepotu njezinih krajolika su slavili umjetnici i prije vremena dinastije Tang, poput zidnih slika u Mogao špiljama (Dunhuang).
Tijekom dva tisućljeća izgradnje na planini su nicali hramovi i samostani koji su snažno utjecali na kinesku arhitekturu, pa i dalje. Najznamenitije građevine su:
- Istočna glavna dvorana hrama Foguang (u izvornom obliku), u kojoj se nalaze terakota figure prirodne veličine, a koja je najvažnija drvena građevina sačuvana iz vremena dinastije Tang (oko 782. – 857.).
- Iz tog vremena je i veliki hram Nanchang (南山寺) sa sedam terasa podijeljenih u tri dijela.
- Hram Shuxiang iz dinastije Ming, koji ima veliki pripadajući kompleks s 500 skulptura na stijenama s prikazom Budinog života, uklopljene u trodimenzinalni krajolik planina i vode.

Ostali znameniti hramovi su: Lingfeng, Xiantong, Tayuan, Pusading, Jinge, Gufo, Yanqing, Mimi, Yanshan, Zunsheng, Guangji, i dr.
Od vremena Sjeverne dinastije Wei (471. – 499.) devet je kineskih careva, u ukupno 18 hodočašća, pohodilo njezina svetišta kako bi se poklonili bodisatvama, što je zabilježeno na stelama i natpisima. Oni su, zajedno s kineskim učenjacima, također poticali i skupljanje knjiga, pa tako budistički samostani planine Wutai imaju zavidnu kolekciju knjiga, ali i budističkih umjetnina koje privlače brojne hodočasnike i turiste iz cijele Azije.
- Vrhovi Wutaija iz zraka
- Pagoda hrama Qifo
- Tang dvorana hrama Foguang
- Bijela pagoda hrama Tayuan
- Kompleks hrama Zunsheng

## Poveznice
Znamenite kineske planine povezane s budizmom:
- Wuyi Shan
- Wudang
- Emei Shan
- Taishan